# Église Saint-Nicolas-en-Havré (Mons)
Pour les articles homonymes, voir Église Saint-Nicolas.
L'église Saint-Nicolas-en-Havré est un édifice religieux catholique sis à Mons, dans le Hainaut (Belgique). Troisième église du quartier de Havré, dans la partie orientale de la ville de Mons l'édifice actuel fut construit au début du XVIIIe siècle. Lieu de culte de la communauté catholique locale l'église est classée comme monument depuis le 15 avril 1939 tandis que son buffet d'orgue et mobilier du XVIIIe siècle sont repris sur la liste du patrimoine exceptionnel de la Région wallonne depuis 2016.

## Localisation
La façade et l'entrée de l'église se situent dans la partie orientale du centre historique de la ville de Mons, au no 107 de la rue d'Havré, au carrefour de cette dernière avec la rue des Groseilliers.

## Historique
L'édifice actuel est le troisième bâti sur le site. Une première chapelle, déjà dédiée à saint Nicolas, patron des marchands, fut érigée au cours du XIIe siècle. Devenue paroisse en 1224 elle est remplacée par une deuxième église construite et achevée en 1449. Cependant cette dernière est détruite, à l'exception de la tour-clocher, lors d'un incendie en 1664.
L'édifice actuel est réalisé vers 1701 d'après les plans de l'architecte Vincent Anthony. La façade a fait l'objet d'une importante restauration de 2011 jusqu'en novembre 2015.

## Description
La façade et la décoration intérieure sont de style baroque. L'édifice est principalement élevé en brique avec un apport décoratif en pierre calcaire aux angles et en bandeaux. Le bâtiment d'une longueur d'environ 88 ¡m et large d'une trentaine de mètres possède trois nefs de cinq travées, un transept et un chevet de trois travées complété par des chapelles adjacentes. Quelques marches et une rampe permettent d'accéder au portail d'entrée.
La tour carrée, placée complètement en avant et à gauche par rapport au reste de la façade, possède un soubassement en grès de Bray et compte cinq niveaux en brique surmontés d'une flèche octogonale.
La façade se compose de deux parties distinctes et de hauteurs différentes coiffées par des frontons aux lignes courbes propres à l'architecture baroque. Sur la partie de gauche, le grand portail en pierre calcaire forme un arc en plein cintre surmonté d'une niche et entouré de pilastres semi-circulaires.

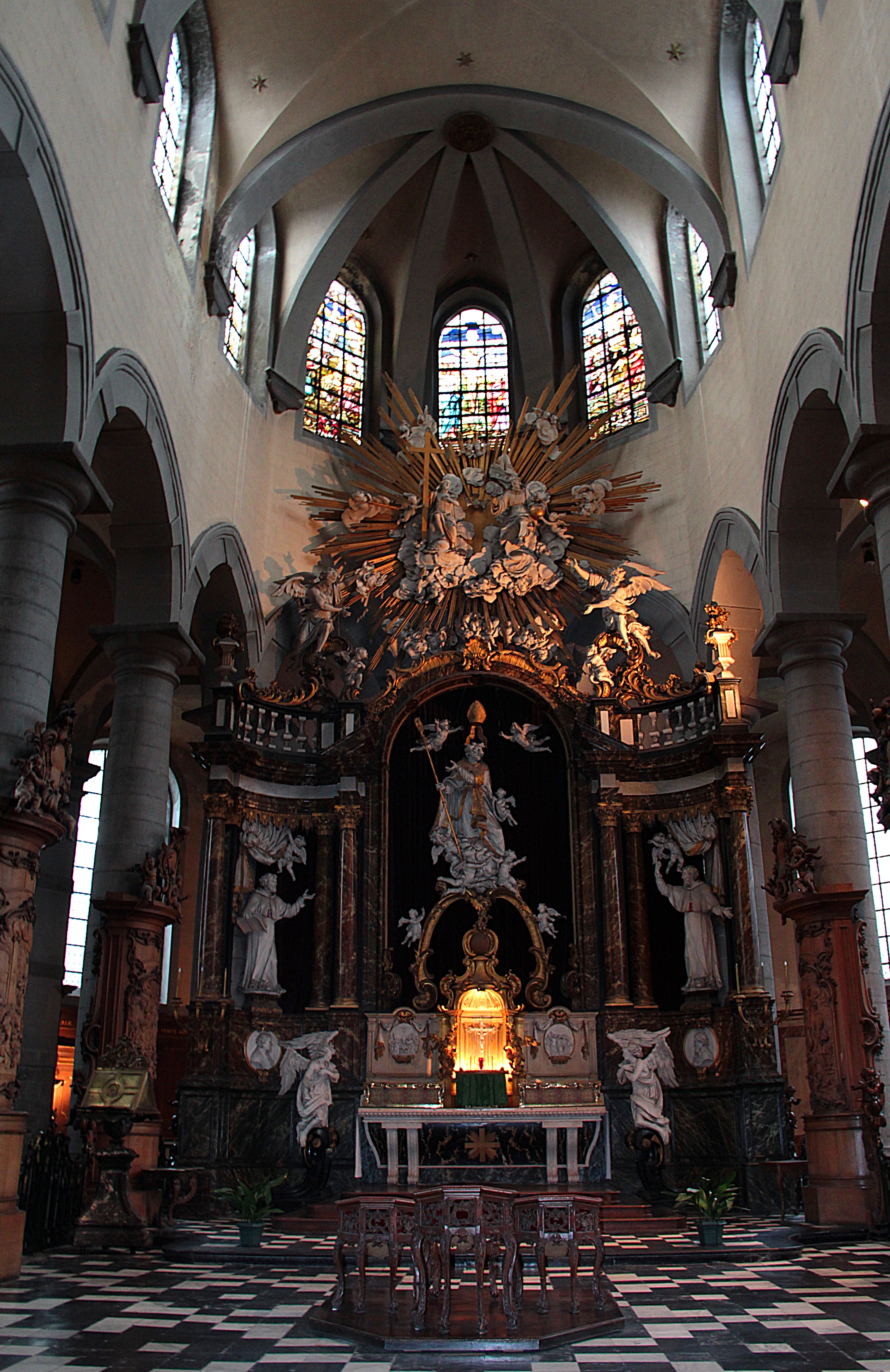
Le sanctuaire de l'église avec son autel baroque

À l'intérieur, le sanctuaire et le maître autel de style baroque sont remarquables. L'église abrite aussi la statue de Notre-Dame de Montserrat qui est portée en procession lors de la ducasse de Mons. Au-dessus du portail d'entrée, une verrière en lames de verre est réalisée en 2013 par le maître verrier Bernard Tirtiaux. Haute de 6,5 m et large de 4,5 m, elle représente un oiseau bleu stylisé.

## Personnalité
- Roland de Lassus (1532-1594), compositeur musical, fut choriste et acolyte durant sa jeunesse dans cette église.